# Pedro Álvares Cabral
Pedro Álvares Cabral (1467 – 1526?) portugál tengerész, felfedező, általában Brazília európai felfedezőjének tartják (1500. április 22.).

## Fiatalkora
Belmonte-ban született, Portugália Beira Baixa tartományban. Fernão Cabral (kb. 1427-kb. 1492), Beira és Belmonte kormányzója, és Isabel de Gouveia de Queirós (kb. 1433-kb. 1483) harmadik fia, Felesége Isabel de Castró, a Fernão de Noronha lánya. Mint gyakorlott és tapasztalt navigátort és tengerészt, Manuel alkalmasnak tartotta, hogy folytassa Vasco da Gama munkáját.

## Felfedezőútjai
Pedro Álvares Cabral 32 éves volt 1499-ben, amikor a király kinevezte a második portugál India-flotta nagy kapitányává (az első India-flottát a legendás Vasco da Gama vezette 1497 és 1499 között). A 10 nauból és 3 karavellából álló flotta mintegy 1.200 - 1.500 emberrel a fedélzetén 1500. március 9-én futott ki a lisszaboni kikötőből. A hajókapitányok között olyan kiváló tengerészek voltak, mint Bartolomeu Dias, Diogo Dias, Nicolau Coelho, Gonçalo Coelho és Gaspar de Lemos. Az expedíció írnoka, krónikása és térképésze Pero Vâz de Caminha volt. A flotta április 22-én érte el a brazil partokat. Cabral és a többiek azt hitték, hogy egy szigetet fedeztek fel, ezért az Ilha da Vera Cruz (az Igaz Kereszt Szigete) nevet adták az újonnan fölfedezett földnek. Májusban Cabral visszaküldött egy hajót (Gaspar de Lemosét) Lisszabonba, hogy értesítse a királyt a felfedezésről. Ezután hamarosan továbbindultak India felé.
Az expedíció további sorsát nem kísérte szerencse. A Jóreménység fokánál négy hajó odaveszett egy viharban, többek között Bartolomeu Diasé is. A flotta maradék része szeptember 13-án érkezett meg Kalikutba, az indiai kikötővárosba. Itt a portugálok egy erősséget rendeztek be, ez azonban nem volt hosszú életű: december 16-án elfoglalták a muszlimok, 30 portugált megöltek, köztük Caminhát is. Cabral büntetésből a flottájával ágyúztatta Kalikutot, majd az arabokat elűzve Cochim és Cananor kikötője felé indult. Itt a hajóit indiai fűszerekkel és más árukkal rakatta meg, majd visszaindult Európa felé. 1501. július 31-én érkezett vissza Lisszabonba, de mindössze három hajóval…
Bár ő azt várta, hogy megkapja a királytól a parancsnoki kinevezést az 1502-ben induló harmadik India-flotta élére, de azt Vasco da Gama kapta meg. Ezután Cabral már élete végéig egyetlen hivatalos küldetést sem kapott az udvartól. Cabral 1503-ban megnősült, Afonso de Albuquerque unokahúgát vette feleségül. 1518-ban a Királyi Tanács (Conselho Real) lovagja lett és birtokokat (Belmonte, Azurara) kapott. 1520-ban, más források szerint 1526-ban halt meg. Santarém városában az Igreja da Graça templomban van eltemetve. A brazilok őt tartják hazájuk felfedezőjének.